# Cicle límit

Cicle límit estable (en negreta) i dues altres trajectòries que hi van a parar en espiral.

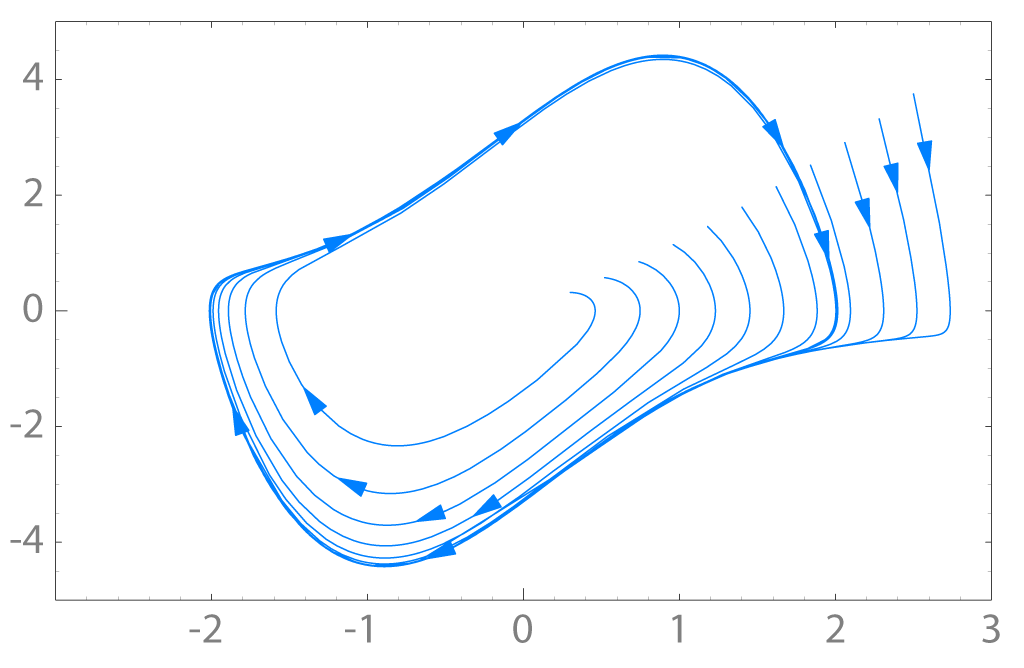
Cicle límit estable (en negreta) d'un oscil·lador de van der Pol

En matemàtiques, en l'estudi dels sistemes dinàmics amb espai de fases bidimensional, un cicle límit és una trajectòria en l'espai de fases que té la propietat que existeix almenys una altra trajectòria hi va a parar seguint un espiral, ja sigui quan el temps tendeix a infinit o quant tendeix a menys infinit. Aquest comportament apareix en alguns sistemes no lineals. S'han utilitzar els cicles límit per modelar el comportament de moltíssims sistemes oscil·latoris existents. Va ser Henri Poincaré (1854–1912) qui va començar a estudiar els cicles límit.

## Definició
Consideri's un sistema dinàmic de dues dimensions de la forma
{\displaystyle x'(t)=V(x(t))}
on
{\displaystyle V:\mathbb {R} ^{2}\to \mathbb {R} ^{2}}
és una funció contínua. Una trajectòria del sistema és una funció contínua {\displaystyle x(t)} en valor a {\displaystyle \mathbb {R} ^{2}} que satisfà aquesta equació diferencial. S'anomena tancada (o periòdica) a aquesta trajectòria si no és constant però retorna al punt d'inici, és a dir, si existeix algun {\displaystyle t_{0}>0} tal que {\displaystyle x(t+t_{0})=x(t)} per tot {\displaystyle t\in \mathbb {R} }. Una òrbita és la imatge d'una trajectòria, un subconjunt de {\displaystyle \mathbb {R} ^{2}}. Una òrbita tancada, o cicle, és la imatge d'una trajectòria tancada. Un cicle límit és un cicle que és el conjunt límit d'alguna altra trajectòria.

## Propietats
A partir del teorema de la corba de Jordan, tota trajectòria tancada divideix el pla en dues regions, la interior i l'exterior a la corba.
Donat un cicle límit i una trajectòria en el seu interior que tendeix al cicle límit a mesura que el temps s'apropa a {\displaystyle +\infty }, llavors existeix un veïnat al voltant del cicle límit tal que totes les trajectòries en el seu interior que comencen en el veïnat s'apropen al cicle límit a mesura que el temps tendeix a {\displaystyle +\infty }. Això també aplica quan la trajectòria a l'interior del veïnat s'apropa al cicle límit quan el temps tendeix a {\displaystyle -\infty }, així com quan les trajectòries que s'apropen al cicle límit es troben a l'exterior.

## Cicles límit estables, inestables i semi-estables
En el cas en què totes les trajectòries del veïnat tendeixen al cicle límit a mesura que el temps tendeix a infinit, s'anomenen cicles límit estables o atractives (cicles límit-ω). Sí, enlloc d'això, s'hi apropen quan el temps tendeix a menys infinit, s'anomenen cicles límit inestables (cicles límit-α). Sí hi ha una trajectòria en el veïnat que s'apropa al cicle límit en espiral a mesura que el temps tendeix a infinit i una altra que ho fa quan el temps tendeix a menys infinit, llavors s'anomenen cicles límit semi-estables. També hi ha cicles límit que no són ni estables, ni inestables, ni semi-estables: per exemple, una trajectòria del veïnat pot aproximar-se al cicle límit des de l'exterior, però alhora una família de cicles diferents (que no serien cicles límit) tendeix a l'interior del cicle límit.
Els cicles límit estables són exemples d'atractors. Impliquen oscil·lacions auto-mantingudes: la trajectòria tancada descriu el comportament periòdic perfecte del sistema, i qualsevol petita perturbació d'aquesta trajectòria tancada causa que el sistema hi retorni, fent que el sistema es mantingui en el cicle límit.

## Existència o absència de cicles límit
Tota trajectòria tancada conté en el seu interior un punt estacionari del sistema, és a dir un punt {\displaystyle p} on {\displaystyle V(p)=0}. El teorema de Bendixson-Dulac i el teorema de Poincaré-Bendixson tracten sobre l'absència o existència, respectivament, de cicles límit en els sistemes dinàmics no lineals de dues dimensions.

## Problemes oberts
Trobar cicles límit, en general, és un problema molt difícil. El nombre de cicles límit d'una equació diferencial polinòmica en el pla és el tema principal de la segona part del setzè problema de Hilbert. Es desconeix, per exemple, si existeix cap sistema {\displaystyle x'=V(x)} en el pla amb totes dues components de {\displaystyle V} polinomis quadràtics de les dues variables, tals que el sistema tingui més de 4 cicles límit.

## Aplicacions

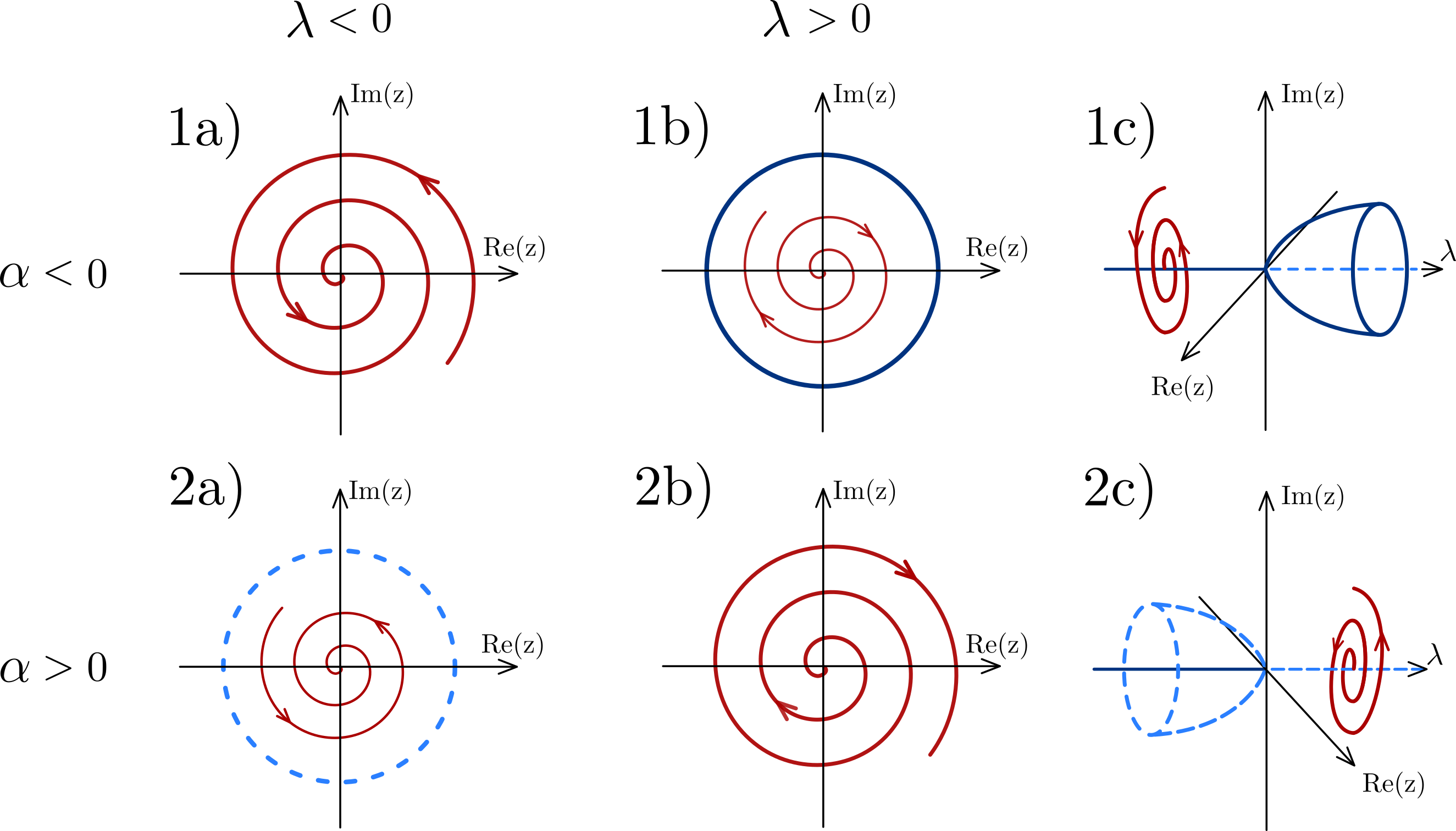
Exemples de branques de cicle límit des de punts fixos a prop de la bifurcació de Hopf. Les trajectòries són vermelles, les estructures estables són blau fosc i les estructures inestables són blau clar. La tria dels paràmetres determina l'ocurrència i estabilitat dels cicles límit.

Els cicles límit són importants en moltes aplicacions científiques en què es modelen sistemes oscil·lacions auto-mantingudes. Alguns exemples d'això són:
- Oscil·lacions de cicle límit aerodinàmiques[2]
- El model de Hodgkin–Huxley per potencials d'acció en neurones.
- El model Sel'kov de la glicòlisi.[3]
- Les oscil·lacions diàries en expressió genètica, els nivells d'hormones i la tempartura corporal dels animals, que formen part del ritme circadiari.[4][5]
- La migració de les cèl·lules en micro-ambients confinats segueix oscil·lacions de cicle límit.[6]
- Alguns circuits elèctrics no lineals segueixen oscil·lacions de cicle límit,[7] que van inspirar el model de Van der Pol original.